# Jay Vine
Jay Vine   (Townsville, 16 de novembre de 1995) és un ciclista australià, professional des del 2020. Actualment corre a l'equip UAE Team Emirates.
Va començar la seva carrera en bicicleta de muntanya. El 2019 va fitxar pel Nero Bianchi, un equip australià. Posteriorment se centrà en la carretera. Va participar en la Gravel and Tar, una cursa de la UCI on va quedar onzè. Posteriorment va participar en la New Zealand Cycle Classic, on fou tercer. En el calendari australià va guanyar la Baw Baw Classic i el Tour dels Tròpics i va acabar tercer al Tour de Tweed.
El 2020, al Herald Sun Tour, va acabar cinquè a la general. En el calendari australià va guanyar dues etapes del Tour de Tweed, que va acabar en segona final. De cara al 2021 havia de fitxar per l'equip ARA Pro Racing Sunshine Coast, però després de guanyar la Zwift Academy va obtenir un contracte professional amb l'equip Alpecin-Fenix.
El 2021, amb l'Alpecin-Fenix, va participar per primera vegada en una Gran Volta, la Volta a Espanya, i renovà el contracte per a dues temporades més. El 2022 aconseguí les seves victòries més importants, el campionat del món de ciclisme virtual i dues etapes a la Volta a Espanya, cursa que hagué d'abandonar per culpa d'una caiguda en la 18a etapa.
A la fi de la temporada de 2022 firmà un contracte de dos anys amb l'equip UAE Team Emirates.

## Palmarès
- 2019
  - 1r a la Baw Baw Classic
  - 1r al Tour dels Tròpics i vencedor d'una etapa
- 2020
  - Vencedor de dues etapes al Tour de Tweed
- 2022
  -  Campió del món de ciclisme virtual
  - Vencedor de dues etapes a la Volta a Espanya
- 2023
  -  Campió d'Austràlia de ciclisme en contrarellotge
  - 1r al Tour Down Under
  - Vencedor d'una etapa a la Volta a Turquia
- 2024
  - Campió en Contrarellotge per equips mixtos
  - Vencedor d'etapa a la Volta a Burgos
- 2025
  - Vencedor de dues etapes a la Setmana Internacional de Coppi i Bartali
  - Vencedor d'etapa a la Tour de Romandia

### Resultats a la Volta a Espanya
- 2021. 73è de la classificació general
- 2022. Abandona (18a etapa). Vencedor de 2 etapes
- 2023. Abandona (6a etapa)
- 2024. 57è de la classificació general i  guanyador del maillot de la muntanya

### Resultats al Giro d'Itàlia
- 2023. 34è de la classificació general
- 2025. Abandona (17a etapa)